# Louis P. Bénézet
Louis Paul Bénézet (* 21. März 1878 in Lynn, Massachusetts; † 2. Mai 1961 in Honolulu) war ein US-amerikanischer Pädagoge und Professor am Dartmouth College.

## Wirken
Benezet leitete von 1916 bis 1924 als Superintendent die Schulen in Evansville, Indiana und von 1924 bis 1938 die Schulen von Manchester, New Hampshire. Ende der zwanziger Jahre entwickelte er sich zum Pionier im amerikanischen Erziehungs- und Schulwesen, als er auf Grund von Pilot-Untersuchungen in ausgewählten Schulklassen, die er 1935/36 publizierte, Theorien zur Ausschaltung „sinnlosen Drills“ entwickelte und den ritualisierten formalen Mathematikunterricht bis zur siebten Klasse abschaffte. Seine Devise lautete, dass Kinder bis zur 7. Klasse die sog. 3 R s (to read, to reason, to recite - Lesen, Denken, Kommunizieren) lernen sollten. Er wählte bewusst vorwiegend Klassen mit einer hohen Zahl an Einwanderern ohne gute Kenntnisse der englischen Muttersprache aus und glaubte, dass der Verzicht auf rigiden Mathematikunterricht die englischen Sprachfähigkeiten und damit die Assimilation in dem neuen Land stärker fördern würden. Seine Theorien wurden sehr kontrovers diskutiert.
Von 1938 bis 1948 war er als Professor am Dartmouth College tätig. Dort trat er 1948 im Alter von 70 Jahren in den Ruhestand. Danach lehrte er noch zehn weitere Jahre an drei Universitäten, an der Bradley University, Peoria, Illinois (dem Ort seiner Kindheit), 1948 bis 1950 am Evansville College, Indiana, und 1950 bis 1952 am Jackson College (einem kleinen Nachkriegs-College, das nur ein Jahrzehnt bestand).
Sein Hobby war die Beschäftigung mit Shakespeare und dem Shakespeare’schen Urheberschaftsproblem. Sein Sohn Louis Tomlinson Benezet war ein einflussreicher US-Bildungspolitiker.

## Schriften
- The teaching of arithmetic I, II, III: The story of an experiment, „Journal of the National Education Association“ 24(8), 241–244 (1935); 24(9), 301–303 (1935); 25(1), 7–8, (1936).
- The teaching of arithmetic I, II, III, Nachdruck in „Humanistic Mathematics Newsletter“ 6: 1991
- The World War And What Was Behind It, (2004 reprint) ISBN 1-4191-8872-0
- Look in the Chronicles, Shakespeare Fellowship Newsletter (US) 4:3, (1943) 28